# シャイフ・ウッディーン・ムハンマド1世
シャイフ・ウッディーン・ムハンマド1世（? - 1163年、在位：1161年 - 1163年）は、アフガニスタンを支配したゴール朝の第5代スルターン。
父は第4代スルターンのアラー・アッディーン・フサイン2世。1161年の父の死で即位する。かつて父のバハー・アッディーン・サーム1世をフサイン2世に殺された従弟のギヤースッディーン・ムハンマドが反乱を起こし、1163年に殺された。